# Godzina dla Ziemi

Ogród Botaniczny w Kurytyba w Brazylii podczas Godziny dla Ziemi w 2010.

Godzina dla Ziemi (ang. Earth Hour) – akcja związana z zieloną polityką stworzona przez World Wide Fund for Nature odbywająca się w każdą ostatnią sobotę marca, począwszy od 2007 roku. 
Ma ona na celu skłonienie do refleksji nad zmianami klimatu oraz uwrażliwienie na problem nadmiernego zużycia energii poprzez nakłonienie zwykłych ludzi, a także korporacji, do symbolicznego wyłączenia na jedną godzinę świateł w domach i biurach.
- Po raz pierwszy akcja odbyła się w roku 2007 w Sydney. Wzięło w niej udział 2,2 mln osób.
- W roku 2008 udział w akcji, która odbyła się 28 marca, wzięło już 50 milionów osób w 370 miastach na całym świecie. W Polsce światła zgasły w Warszawie i Poznaniu[1].
- W 2009 roku udział w akcji zadeklarowało ponad 700 miast z 78 krajów.
- W roku 2010 wyłączenie światła na 60 minut było największą akcją dla środowiska w historii - podał WWF. Włączyło się do niej ponad 4,5 tys. miast w 128 krajach. Wyłączono światło najbardziej znanych budynków - Wieży Eiffla w Paryżu, Pałacu Buckingham w Londynie, mostu Golden Gate w San Francisco, Opery w Sydney. W Polsce udział wzięło 40 miast, w tym 15 wojewódzkich; wyłączono oświetlenie m.in. Pałacu Kultury i Nauki w Warszawie[2].
- W roku 2017 zaangażowanych było już blisko 80 polskich miast; wyłączono oświetlenie m.in. Kościoła Mariackiego w Krakowie[3].
- W 2024 roku wydarzenie zaplanowano 23 marca o godzinie 20:30 czasu lokalnego[4].

Akcja bywa krytykowana za swój symboliczny charakter, a więc niewielki wpływ na zużycie energii.